# Lastovičia dolina
Lastovičia dolina – dolina w Wielkiej Fatrze w Karpatach Zachodnich na Słowacji. Jest lewym odgałęzieniem doliny Veľká Sutecká. Wcina się w północne stoki masywu Zwolenia. Jej zachodnie zbocza tworzy grzbiet opadający od wierzchołka 1180 m poprzez szczyt Šturec do Doliny Rewuckiej (Revúcka dolina), wschodnie grzbiet opadający od bezimiennego wierzchołka po zachodniej stronie szczytu Motyčská hoľa.
Dnem doliny spływa jeden z dopływów potoku Šturec. Lastovičia dolina jest całkowicie porośnięta lasem, w dolnych zachodnich jej zboczach w lesie tym znajdują się skały i urwiska skalne. Cała dolina znajduje się w obrębie strefy ochronnej Parku Narodowego Niżne Tatry i nie wyznakowano w niej żadnego szlaku turystycznego.